# شغالان (هوراند)
شغالان یکی از روستاهای استان آذربایجان شرقی است که در دهستان دودانگه شهرستان هوراند واقع شده‌است. این روستا ۶۵ نفر جمعیت دارد.